# Hästtjärnen (Bjursås socken, Dalarna)
Hästtjärnen är en sjö i Falu kommun i Dalarna och ingår i Dalälvens huvudavrinningsområde.